# عبد الحسين شعبان
عبد الحسين عبد العزيز شعبان (1945 - ) مفكر سياسي عراقي يساري، وُلدَ في محلة عكد السلام بمدينة النجف ونشأ فيها، ثم تخرّج في كلية الاقتصاد والعلوم السياسية في جامعة بغداد، له شهادة دكتوراه في العلوم القانونية، ذو خبرة في مجال حقوق الإنسان والقانون الدولي وكتابة الدساتير، وله أكثر من 60 كتاباً كما له مقالات وأبحاث، وهو أستاذ في جامعتي بغداد وصلاح الدين.

## النشأة
قال عن نشأته "في المنزل الذي وُلدت فيه في "عكَد السلام" في النجف، كان صوت القرآن الكريم مدوّياً وهادراً، حيث يفتتح والدي نهاره بقراءة القرآن وظلّ على عادته تلك طوال أيام حياته على ما أظن. وشكّل القرآن أحد الروافد الروحية الأساسية في تكويني وفي منظومة القيم التي تأثّرت بها لاحقاً خصوصاً: الخير والمروءة ومساعدة الفقير ونصرة المظلوم والدفاع عن الحق والانحياز إلى العدل والرحمة والتسامح وغيرها. وفي مرحلة نشأتي الأولى تلك، اطّلعت على "نهج البلاغة" للإمام علي، وهو ما دفعني لاحقاً للاطلاع على المذاهب الأربعة، وفيما بعد على الإنجيل، إضافة إلى البوذية وتعاليمها"، كان أهله ذوي ميول يساري تقدمية، غيرَ أنهم يخالطون ويضيّفون شخصيات من أعراق ومذاهب شتى، فأصبح منذ شأته معتاداً على التنوع الفكري والمجتمعي".

## الانتماء
عبد الحسين ذو توجّه يساري ماركسي إشكالي، انتمى إلى الحزب الشيوعي في الستينات، غيرَ أنه نقدَ التيار الاشتراكي واليساري.

## عضويات ومناصب
- عضو في اتحاد الكتاب العرب وعضو في اتحاد المحامين العرب.
- ممثل اتحاد الحقوقيين العرب في اليونسكو.
- عضو «شرف» في اتحاد الكتاب والصحافيين الفلسطينيين.
- عضو منتدى الفكر العربي.
- عضو اللجنة العلمية للمعهد العربي لحقوق الإنسان.
- عضو مجلس أمناء المنظمة العربية لحقوق الإنسان، ورئيسها السابق في بريطانيا.
- أمين عام منظمة العدالة الدولية.
- أمين عام مركز الدراسات العربي – الاوربي.
- أمين عام منتدى حقوق الإنسان.
- استشاري في عدد من المنظمات الحقوقية والثقافية والدوريات العربية
- نائب رئيس جامعة اللاعنف وحقوق الإنسان في العالم العربي – بيروت.[6]

## كتب
1. لائحة اتهام: حلم العدالة الدولية في مقاضات إسرائيل.
2. سعد صالح: الضوء والظل - الوسطية والفرصة الضائعة.
3. دين العقل وفقه الواقع.
4. جدل الهويات في العراق: الدولة والمواطنة.
5. تونس والعرفان.[8]
6. الهوية والمواطنة: البدائل الملتبسة والحداثة المتع.
7. المثقف وفقه الأزمة: ما بعد الشيوعية الأولى.
8. المثقف في وعيه الشقي: حوارات في ذاكرة عبد الحسين.
9. الصوت والصدى: حوارات ومقابلات في السياسة.
10. الحرب على غزة؛ القانون الدولي الإنساني الممكن والمستحيل.
11. الإسلام وحقوق الإنسان؛ المشترك الإنساني للثقافات والحضارات المختلفة.
12. أبو كاطع: على ضفاف السخرية الحزينة.
13. عاصفة على 'بلاد الشمس.
14. بعيداً عن أعين الرقيب.
15. الجواهري-جدل الشعر والحياة.
16. سلام عادل الدال والمدلول وما يمكث وما يزول (بانوراما وثائقية للحركة الشيوعية).
17. عبد الرحمن النعيمي: الرائي والمرئي وما بينهما.
18. عامر عبد الله... النار ومرارة الأمل.
19. الشعب يريد...! تأملات فكرية في الربيع العربي.
20. المجتمع المدني؛ سيرة وسيرورة.
21. كوبا الحلم الغامض.
22. الصوت والصدى حوارات ومقابلات في السياسة والثقافة.
23. جدل الهويات في العراق؛ الدولة والمواطنة.
24. تحطيم المرايا في الماركسية والاختلاف.
25. المجتمع المدني - الوجه الآخر للسياسة.[9]
26. ثلاثة الثلاثاء الدامي - الإسلام والإرهاب الدول.
27. فقه التسامح في الفكر العربي الإسلامي؛ الثقافة والدولة.
28. العراق- الدستور والدولة من الاحتلال إلى الاحتلال.
29. الحق والحرف والإنسان.
30. جامعة الدول العربية والمجتمع المدني العربي.
31. من هو العراقي؟ إشكالية الجنسية واللاجنسية في القانونين العراقي والدولي.
32. الإسلام والإرهاب الدولي، ثلاثية الثلاثاء الدامي: الدين، القانون، السياسة.
33. مذكرات صهيوني.
34. بانوراما حرب الخليج.
35. عاصفة على 'بلاد الشمس'.

## جوائز
- وسام الصداقة العربية – الكردية 2004 .
- جائزة دار القصة العراقية للثقافة وحقوق الإنسان 2005
- وسام وجائزة أبرز مناضل لحقوق الإنسان في العالم العربيّ.[8]